# 職貢図
職貢図（しょくこうず）は、古代中国王朝皇帝に対する周辺国や少数民族の進貢の様子を表した絵図。「職貢」は「中央政府へのみつぎもの」の意味。貢職図とも呼ばれる。南朝梁の梁職貢図が有名。

## 概要
中国王朝からみた諸夷と呼ばれた周辺諸民族が、様々な扮装で来朝する様を、文章とともに絵図として描いている。南朝梁から清朝の時代まで複数の存在が確認されている。
『梁職貢図』は、南朝梁の武帝（蕭衍）の第7子、後に元帝（孝元皇帝）として即位する蕭繹が、荊州刺史を務めていた時代に作成されたと伝えられる。蕭繹は学問好きで、蔵書は10数万巻に及んだという。蕭繹は、南朝梁に朝貢する諸国の外国使節の風貌を荊州や南朝梁の首都建康（現在の南京）で調査し、また裴子野（469年～530年没）の方国使図を参考にしたといわれる。
原本は紛失しているが、唐の画家閻立本による模本（台湾国立故宮博物院蔵）、南唐の画家顧徳謙による模本（台湾国立故宮博物院蔵）、北宋の模本（中国国家博物館蔵）の三種類の模本が現存しているが、いずれも完本ではなく、記事に欠落も多い。「歴史地理風俗的題記」が記された北宋模本でも、絵は12国、題記は13国にとどまっていた。
近年、歴史学者趙燦鵬によって発見された清朝時代の画家張庚による『諸番職貢圖巻』では、18国の題記を含んでいる。

## 模本
原本は失われており、模本が次の四種ある。
- 唐の画家閻立本による模本(「王会図」とも。台湾国立故宮博物院蔵)
- 南唐（937年 - 975年）の画家顧徳謙による模本(台湾国立故宮博物院蔵)
- 北宋の熙寧年間の『蕭繹職貢図』(中国国家博物館蔵)
- 清代の画家張庚（1685年 - 1760年）による『諸番職貢圖巻』(『愛日吟廬書畫續録』所収[4])

## 『蕭繹職貢図』模写
6世紀に南朝梁の元帝（姓・蕭、諱・繹）時代に作成されたものが中国史上最古とされ、526～539年頃作成。大きさは26.7cm×402.6cmと伝えられる。しかしこの原図は存在せず、模写された「職貢図」（宋人摹本残巻、1077年）が中国国家博物館に収蔵されており、梁職貢図とも呼ばれる。残存する模写図の長さは200.7cmで、絵中には12の地域からの使者が描かれている。

### 記載国
梁職貢図に記載の国々は次の通り。
- 渇槃陀国（現在の中華人民共和国新疆ウイグル自治区カシュガル地区タシュクルガン・タジク自治県[6]）
- 武興蕃（仇池国、氐族の国）
- 于闐国（ホータン王国。タリム盆地のタクラマカン砂漠の南）
- 高昌国（現在の中華人民共和国新疆ウイグル自治区トルファン市に存在したオアシス都市国家）
- 天門蛮（不明）
- 滑国（エフタル）
- 波斯国（サーサーン朝ペルシャ）
- 亀茲国（クチャ国。現在の中華人民共和国新疆ウイグル自治区アクス地区クチャ市（庫車市）付近）
- 百済国
- 倭国
- 高句麗国
- 斯羅国（新羅）
- 周古柯国（朱倶波国。現在の中華人民共和国新疆ウイグル自治区カシュガル地区カルギリク県）
- 呵跋檀国（タジキスタン）
- 胡蜜檀国（現在タジキスタンの首都ドゥシャンベ南部）
- 宕昌国（蘭州南部、現在の甘粛省宕昌県の西。羌族の国。564年、宕昌王の梁弥定が北周の領域を侵犯したので北周の武帝により討伐され滅亡）
- 鄧至国（白水羌ともいい、中国の南北朝時代に羌族が建国。現在の四川省九寨溝県）

### 内容
- 絵図中の文章の内容。以下中国語漢字含み、また未完全。

末國使

末國漢世且末國勝兵萬［餘］戸［北與丁零東與白］

題接西與波斯接土人剪髮着［氊］［帽小袖衣爲衫則開頸而縫前多牛羊］

騾驢今（二）［王］□［姓］安石末粢盤［普通五年遣使來貢獻］ 

白題國使

白題匈奴旁別種胡也漢初［灌嬰］與匈奴戰斬白題騎一人今在滑

國東六十日行西極波斯二十［日行］土地出□［粟］夌［麥］菓食衣物與滑國

畧同國王姓支名使□毅普通三年［白］題道釋氈獨活使安

遠憐伽到京師貢□［獻］。 

胡蜜丹國使

胡蜜丹滑旁小國也普通元年使使隨滑使來朝其表曰（楊）［揚］州天子［日］

出處大國聖主胡□［蜜］王名□㒒遙長跪合掌作禮千萬今滑使到聖

國用附函啓幷水精鐘一口馬一疋聖主有若所勑不敢有異

※「普通元年」は520年。

呵跋檀國使

呵跋檀滑旁小國普通元年隨滑使［入］貢。其表曰最所寔恭敬吉天

子東方大地呵跋檀王問訊［兆］一過乃百千［萬］億天子安（隱）［穩］我今遣

使手送此書書不空故上馬一疋銀器一故

周古柯國使

周古柯滑旁小國普通元年隨滑使朝貢［奉］表曰一切所恭敬一切吉具

足如天靜無雲滿月明曜天子身清靜具足亦如此爲四海弘願以爲舟

揚州閻浮提第一廣大國人［民］布滿歡樂庄［莊］嚴如天上不異周

古柯王頂禮弁拜問訊天子□□今上金□一琉璃椀一馬一疋

鄧至國使

鄧至居西涼州界□［羌］別種也宋文帝世鄧至王象屈躭遣其所置［里］

水鎮□［將］象破□［羌］上書□［獻］駿馬天監五年國王象舒彭遣厲僧崇□［獻］

黄耆四百斤馬四疋其俗呼帽曰［突］阿其衣服與宕昌畧同

狼牙脩國使

倭國使

茲國使

茲西［域］所居曰延城漢以［公主］妻烏孫［烏］孫遣其女至漢學皷

琴茲請爲妻其王將降□□以得曰漢外孫□□既及京師□賜

印綬加其妻以公主之號錫車騎笳皷既歸慕漢制乃治宮室作□［紋］

道衛出入傳呼頗自強大歴［歷］魏［晋］至□歳來□［獻］名馬普通二

年遣使康石憶丘波郍奉表入朝

百濟國使

波斯國使

波斯蓋波斯匿王之後也王子祇陁之子孫以王父字爲氏因爲國稱

□［釋］道安西域諸國［志］揵陁越西西海中有安息國揵陁越南波羅

陁國波羅陁國西有波羅斯國城周回三十二里高四□［丈］皆□［築］土爲基

城門皆有樓觀城内屋宇數百閒城外有寺一百四五十里有土山

泉下流向南山中有鷲鳥□［噉］羊時時下地銜羊而去土人患之又優鉢

曇花出□［龍］駒馬別有鹸池□［出］珊瑚馬□［碯］虎□［魄］真珠玫㻁等寶土人不甚

珎交易用金銀婚禮以金帛奴□［婢］牛馬等以四疋馬爲五彩爲蓋

迎婦兄弟把手付度國東萬五千里滑國西萬里極婆羅門國南萬里有

又婆羅門國北萬里即（沉）［泛］壈國大□［通］二年遣［使］至安□越奉□［獻］佛牙

滑國使

（前文缺）有功勇與［八］［滑］□□

部索虜入居桑乾滑爲小國屬芮芮齊時始走莫□［獻］而居後強大

征其旁國破波斯□□［槃槃］ ［罽］賓烏纏龜茲踈勒于闐勾［般］等國開地

千里其土溫暖多山川少林木有五穀國人以□［麪］及羊肉爲糧□［獸］有子兩

腳駱駞野驢有角人善騎射著小袖長身袍金玉爲絡帶（如）［女］人被裘頭上

刻木爲角長六尺金銀飾之少女子兄弟共妻無城郭氊屋爲居東向

開戸其王坐金床隨太歳轉與妻並坐接賓客無文字以木爲契刻之

約物數與旁國通則使旁國胡爲胡書羊皮爲紙無［職官］所降小國使

其王爲［奴］隸事天神毎日則出戸祀神而後食其跪一拜而止止即鳴其

王手足賤者鳴王［衣塟］以木爲□父母死子截一耳塟已即去魏［晋］以

來不通中國天監十五年國王姓厭帶名夷栗陁始使蒲多達□□［獻］

□［延?］賓□□名纈杯普通元年又遣富何了了［獻］黄師子白貂裘

波斯□□子錦王妻□□亦遣使康符真同貢物其使人菶頭剪髮

著波斯錦□［褶］□錦袴朱□［麋］皮長壅鞾其語言則河南人重譯而通焉

## 張庚『諸番職貢圖巻』
2011年に発見された張庚による『諸番職貢圖巻』は『愛日吟廬書畫續録』に収められていた。葛嗣枹による『愛日吟廬書畫續録』は四庫全書のうち『続修四庫全書』子部・ 芸術類・1088册に収録されている。以下、張庚模本と表する。
趙燦鵬によれば職貢図における高句麗の題記は『翰苑』高句麗条の記述と関連性が深く、また職貢図は『梁書』諸夷伝の原史料の一つでもあったことが指摘されている。
張庚模本に記された国は、渇槃陀国(タシュクルガン・タジク自治県)、武興蕃(仇池国)、高昌国、天門蛮、滑国、波斯国、百済国、亀茲国、倭国、高句麗国、于闐国、斯羅国(新羅)、周古柯国、呵跋檀国、胡蜜檀国、宕昌国、鄧至国、白題国などである。なお、北宋模本にある狼牙脩国、末国については記載がない。
以下、抄出抄訳。

### 内容抄出
- 渇槃陀国、于闐国は西の小国で、山中の平地にある。渇槃陀王の姓は葛沙氏。大同元年に使を派遣した。
- 武興蕃＝仇池国（氐族の国）

- 高昌國

「高昌國」はオアシス都市国家の高昌国
- 天門蠻

天門蛮は不明。
天門蠻者，昔孫休分武陵天門郡，時有怪石自開，故以天門為稱。其種姓曰田、曰覃，主簿者最強盛，金銀各數百石，恃其富豪，不肯賓興。梁初以来，方納質款，輸租賦如平民，遣子田慈入質。
- 倭国

倭国は南朝斉の建元（479年 - 482年）に、上表した。
- 胡蜜檀国(下記節参照)
- 斯羅国(下記節参照)

### 胡蜜檀国についての記述
西域の胡蜜檀国について北宋模本では「来朝。其表曰、揚州天子、出処大国聖主」という箇所が、張庚模本では「来朝貢。其表曰、揚州天子、日出処大国聖主」となっている。揚州天子が南朝梁の武帝に対し「日出処大国聖主(日出る大国の聖なる主君)」と上表している。南朝梁は東南アジアや西域諸国との交渉が盛んで、諸国の武帝宛国書では仏教用語を用い武帝を菩薩扱いし、南朝梁を礼賛していたといわれる。武帝は仏教信仰でも高名であった。
石井公成は、遣隋使によって隋の煬帝に届けられた倭国（俀國）王に阿毎多利思北孤による国書のうちの「日出處天子致書日沒處天子無恙云云」という表現との関連について、百済仏教と南朝梁の仏教との密接な関連や、聖徳太子によるとされる三経義疏は、南朝梁の法雲（476年 - 529年）による注釈書『法華義記』、同じく南朝梁の吉蔵（549年 - 623年）による『維摩経義疏』に基づいていることなど関連性の研究がまたれると指摘している。

### 斯羅国（新羅）についての記述
新羅があるときは韓の属国であり、あるときは倭の属国であったと記載されている。
韓国の歴史家ユン・ヨングは張庚模本と南京博物院旧蔵模本と比較したうえで「新羅と高句麗を含んだ7国の題起は完全に新しく出現した資料」とした。また、張庚模本の新羅題記の中の「或屬韓或屬倭」（「或るときは韓に属し、或るときは倭(国)に属した」）という記述について、任那日本府（369年 - 562年）問題や414年に建立された広開土王碑碑文における
という記述などの諸問題に関連して議論が起こるだろうとした。